# Chorzów-Batory
Chorzów-Batory, też: Chorzów Batory, (niem. 1941–1945 Königshütte-Bismarck; śl. Hajduki) – dzielnica Chorzowa położona w południowej części miasta.

## Historia
Początki istniejącej tu osady Hajduki sięgają przełomu XVI i XVII wieku. W roku 1882 w Dolnych Hajdukach była kopalnia węgla, wielka piekarnia parowa oraz łomy piaskowca. W 1903 r. dwie gminy: Hajduki Dolne (niem. Nieder-Heiduk) i Hajduki Górne (niem. Ober-Heiduk) zostały połączone dekretem cesarza Wilhelma II w gminę Bismarckhütte. Było to związane z uruchomieniem w 1873 Huty Bismarcka (niem. „Bismarckhütte”, od 1933 r. Huta Batory) oraz założenia destylarni smoły (1888), która stanowiła zalążek przyszłych Zakładów Chemicznych „Hajduki”.
W okresie międzywojennym wieloletnim naczelnikiem gminy Hajduki Wielkie został dowódca powstańczy Karol Grzesik, który w 1936 r. został prezydentem Chorzowa. W latach 1926–1939 Hajduki Wielkie były siedzibą starostwa powiatu świętochłowickiego, stanowiącego część dawnego powiatu bytomskiego, przyznaną Polsce. Władze gminy użyczyły staroście teren pod budowę gmachu (obecnie Urząd Miejski w Świętochłowicach), którego budowę ukończono w 1926 r.
Po Hajdukach Nowych (Neu-Heiduk, 1934), również Hajduki Wielkie utraciły samodzielność z dniem 1 kwietnia 1939 r., poprzez (de facto, choć nie kompletnie de jure) włączenie do miasta Chorzowa, przy czym zachodnie krańce, obejmujące Kalinę, Kolonię Dworcową (ob. ul. Hajduki) oraz rejon przy rozwidleniu szlaków kolejowych Katowice–Gliwice i Katowice–Bytom ze szkołą i starostwem właśnie znoszonego powiatu świętochłowickiego przyłączono do Świętochłowic. Połączenie Hajduków Wielkich z Chorzowem dokonało się za zgodą rad obu gmin i z poparciem samych mieszkańców, gdyż przyłączenie do miasta o statusie powiatu, jakim był Chorzów, wiązało się z szeregiem udogodnień dla mieszkańców i przedsiębiorców, przede wszystkim podatkowych.
W okresie międzywojennym gmina Hajduki Wielkie była znana przede wszystkim z sukcesów drużyny piłkarskiej Ruchu Wielkie Hajduki, która w styczniu 1939 zmieniła nazwę na Ruch Chorzów. Na terenie gminy działał też klub piłkarski Bismarckhütter Ballspiel Club (7 stycznia 1923 połączył się z Ruchem). Słynne były też, również daleko poza Śląskiem, popularne (niemieckojęzyczne) wielkie chóry ludowe Fritza Lubricha.

## Nazwa
Aby zaakcentować włączenie Hajduków Wielkich  do Chorzowa, w dniu 11 kwietnia 1939 r. ogłoszono nowy podział miasta na sześć dzielnic, przy czym dzielnicę VI nazwano Chorzów-Batory, wykorzystując nową nazwę huty z 1933 r.
Pisownia nazwy nowej dzielnicy Chorzów-Batory, choć ustalona zgodnie z regułami ortograficznymi języka polskiego z 1936 roku (potwierdzonymi współcześnie przez Radę Języka Polskiego), po II wojnie światowej wahała się raz z dywizem, a raz bez (Chorzów Batory), prawdopodobnie na wzór nazwy innej dzielnicy miasta – Chorzowa Starego. Od momentu wyznaczenia VI dzielnicy Chorzowa do dziś nie dokonano ujednolicenia nazwy dzielnicy z nazwą urzędową głównej miejscowości – Hajdukami Wielkimi. W związku z tym wśród części mieszkańców odradza się chęć przywrócenia tradycyjnej nazwy Hajduki Wielkie (funkcjonującej do dziś w oficjalnym obiegu urzędowym i codziennym użytku części mieszkańców), przy czym warto zaznaczyć, że nie istnieją tendencje do usamodzielnienia się tej dzielnicy, gdyż obecni mieszkańcy czują więź z Chorzowem.
W okresie PRL-u i później, do roku 1991, posługiwano się oficjalną, choć nieurzędową, nazwą dzielnicy Chorzów IV. W zasadzie miała ona szersze znaczenie niż Chorzów-Batory, gdyż pojawiła się już po przyłączeniu do Chorzowa części Niedźwiedzińca. Często jednak posługiwano się tymi terminami zamiennie. Uchwałą Rady Miasta nadano dzielnicy IV oficjalną nazwę Chorzów Batory (należy pamiętać, że była to jedynie nazwa dzielnicy administracyjnej, a nie nazwa urzędowa miejscowości). Jednak od momentu uchwalenia nowego, obowiązującego do dziś Statutu Miasta Chorzów (29 października 2009 r.), nie istnieje jednostka pomocnicza miasta (JPM) obejmująca Hajduki Wielkie, a jedyną wydzieloną JPM jest osiedle Maciejkowice.
Ze względu na specyfikę regulacji kolejowych nazwa Hajduki przetrwała bez zmian zarówno w dokumentacji, jak i na tablicy informacyjnej na posterunku odgałęźnym linii kolejowej 164a, a przedmiotowa linia, z powodu rozpoczętej w roku 2024 modernizacji węzła katowickiego zaczęła być okresowo używana do przewozów pasażerskich, jako obejście stacji Katowice Brynów.

## Dzielnica
Chorzów-Batory posiada własny dworzec kolejowy Chorzów Batory (przy ul. Armii Krajowej) na trasie Katowice–Gliwice, Katowice–Lubliniec. Jest ważnym węzłem drogowym (Autostrada A4 i DTŚ). Na terenie dzielnicy znajduje się nowoczesny kompleks sportowy w rejonie ulicy Granicznej. Głównymi ulicami dzielnicy są: ul. Armii Krajowej oraz Stefana Batorego, łącząca się ze Szpitalną.

## Edukacja
Szkoły ponadpodstawowe:
- Technikum Mechaniczno-Elektryczne im. Nikoli Tesli (ul. Stefana Batorego), dawne ZSTiO3 (ostatni rocznik liceum ukończył szkołę w 2019 roku)
- III Liceum Ogólnokształcące im. Stefana Batorego (ul. Farna)

## Parafie
- parafia Wniebowzięcia Najświętszej Maryi Panny w Chorzowie Batorym-siedziba dekanatu Chorzów Batory
- parafia Najświętszego Serca Pana Jezusa w Chorzowie Batorym
- parafia Jezusa Chrystusa Dobrego Pasterza w Chorzowie Batorym

## Galeria

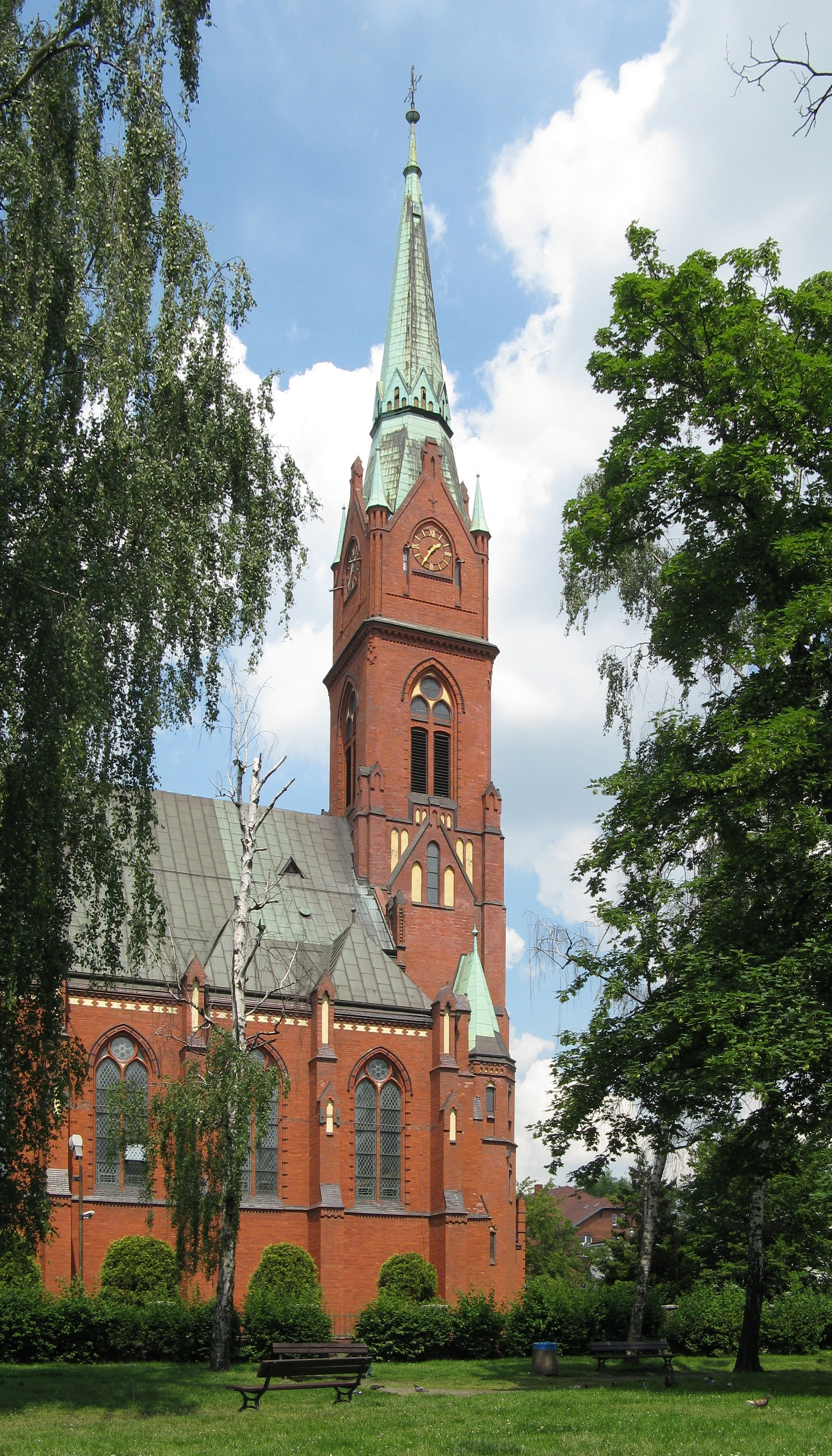
Kościół Wniebowzięcia NMP (2018)
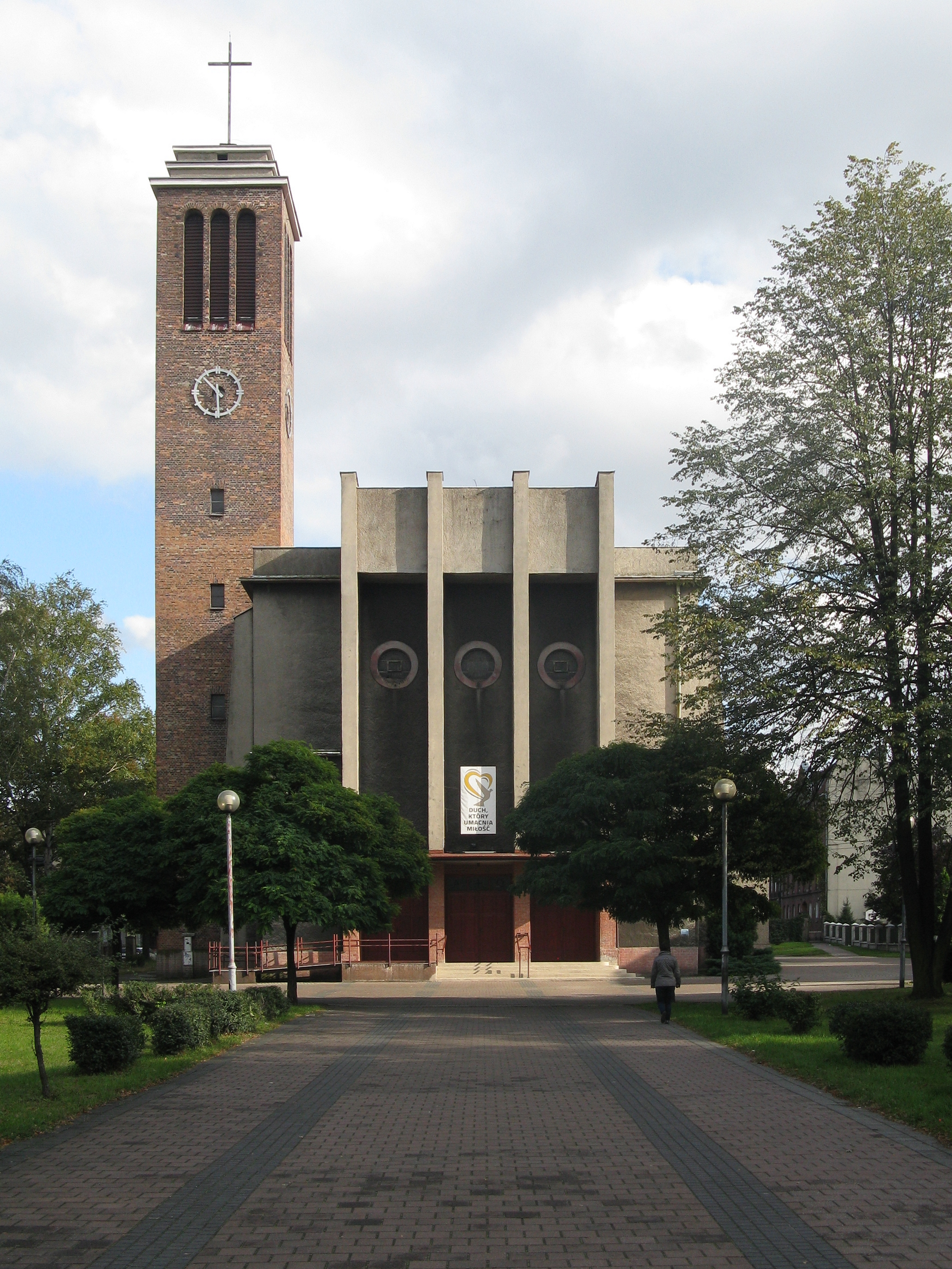
Kościół Najświętszego Serca Pana Jezusa (2018)
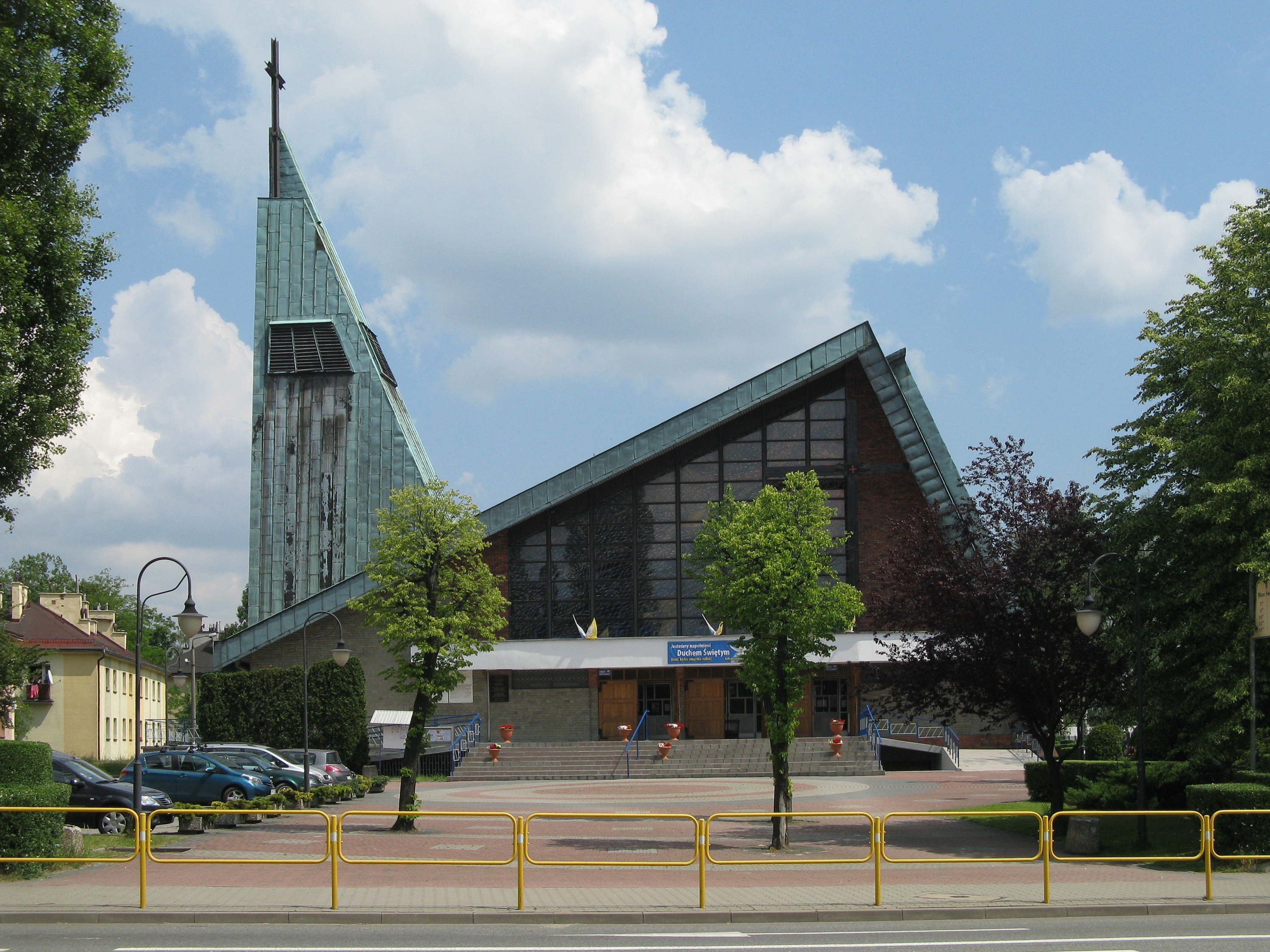
Kościół Jezusa Chrystusa Dobrego Pasterza (2018)
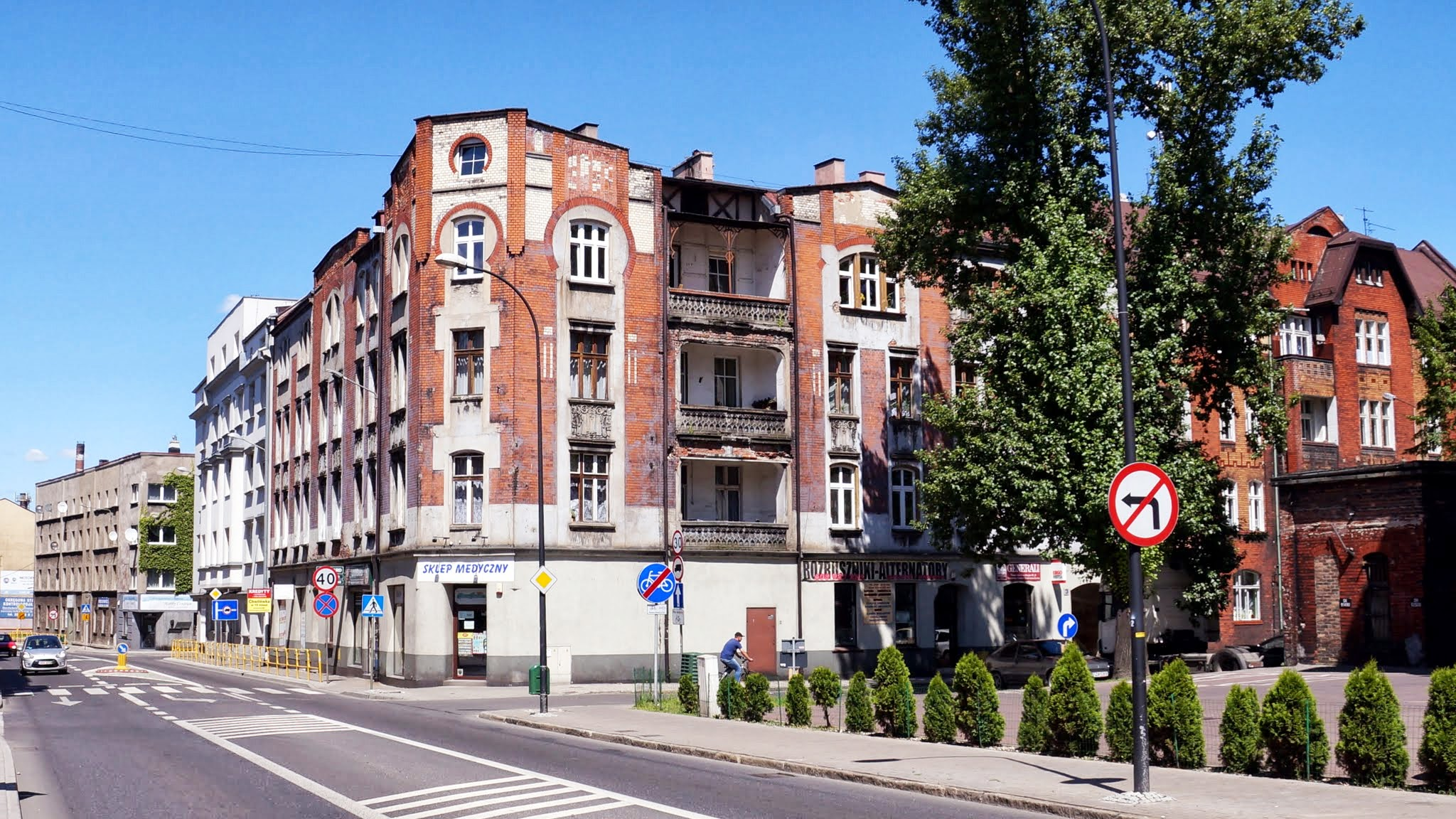
Skrzyżowanie ul. S. Batorego i Wrocławskiej
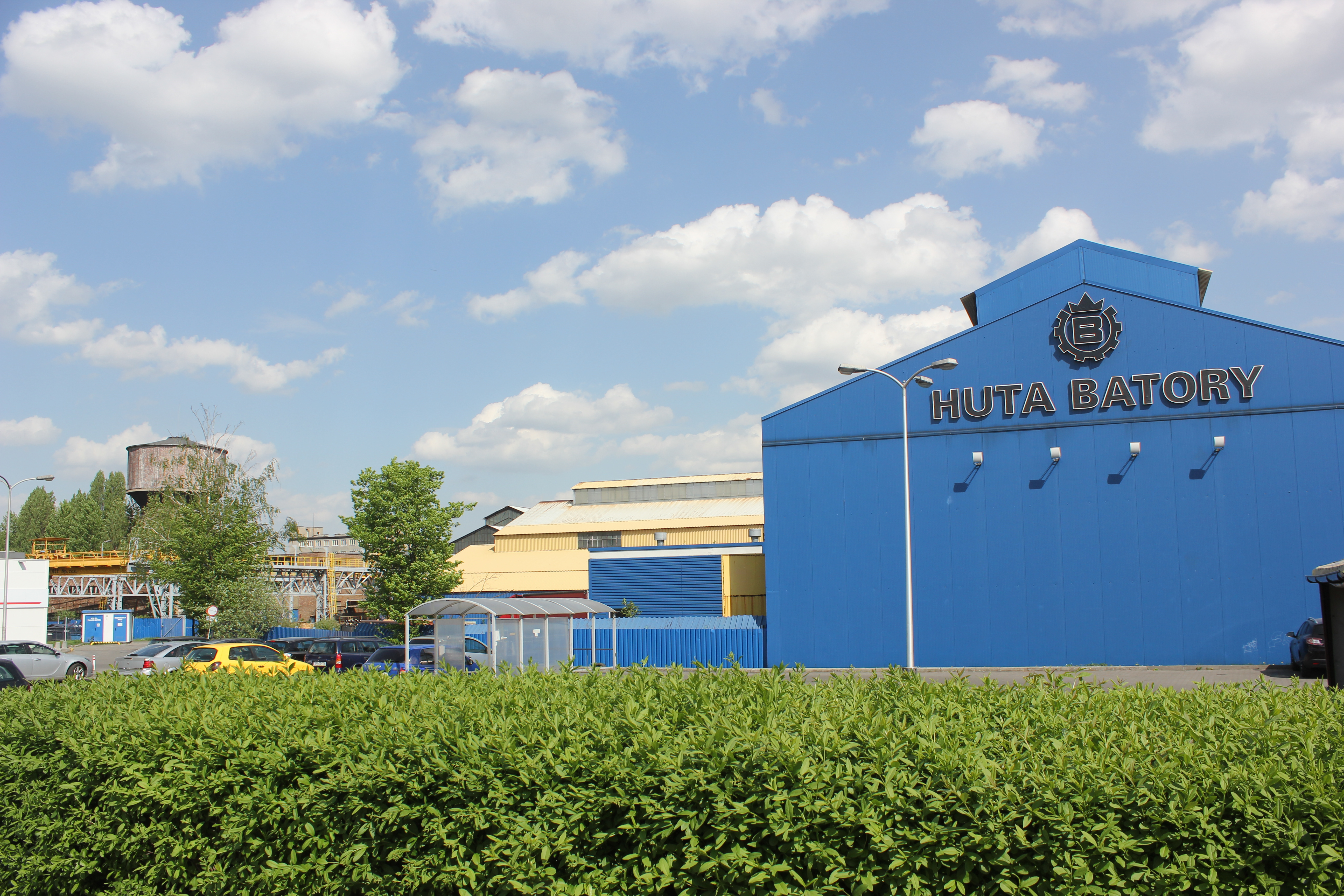
Huta Batory (2018)
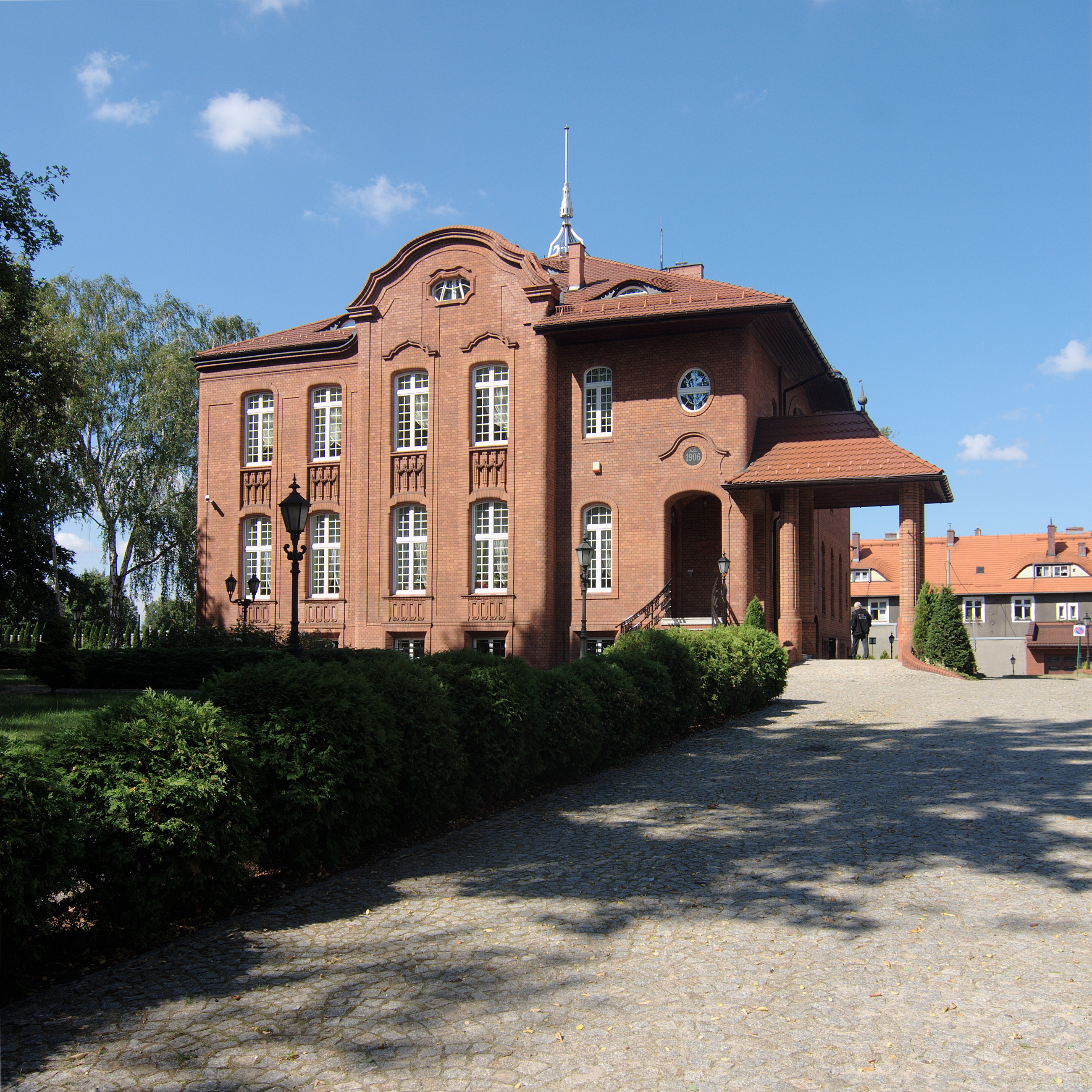
Willa dyrektora huty (2013)
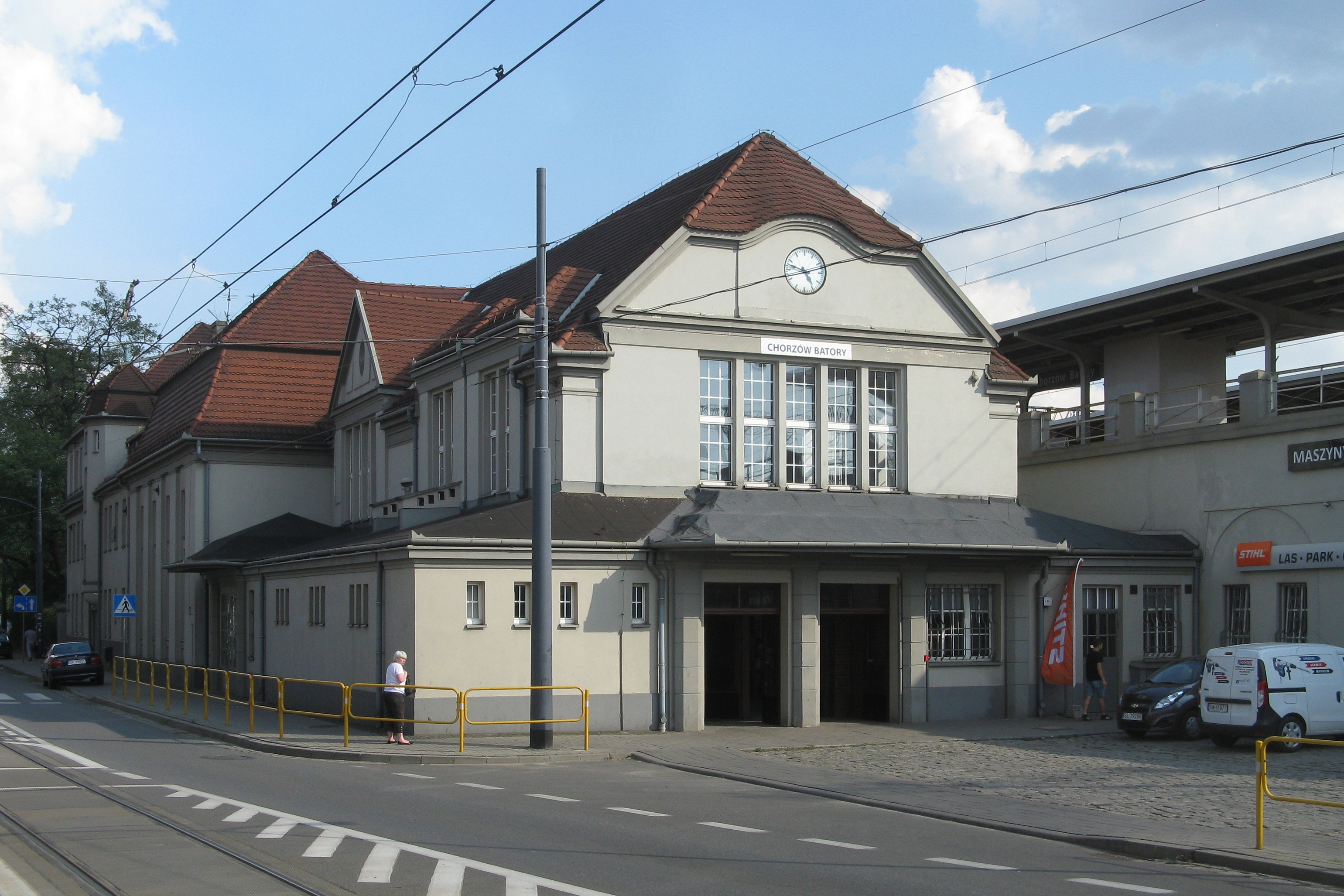
Stacja kolejowa Chorzów Batory (2018)
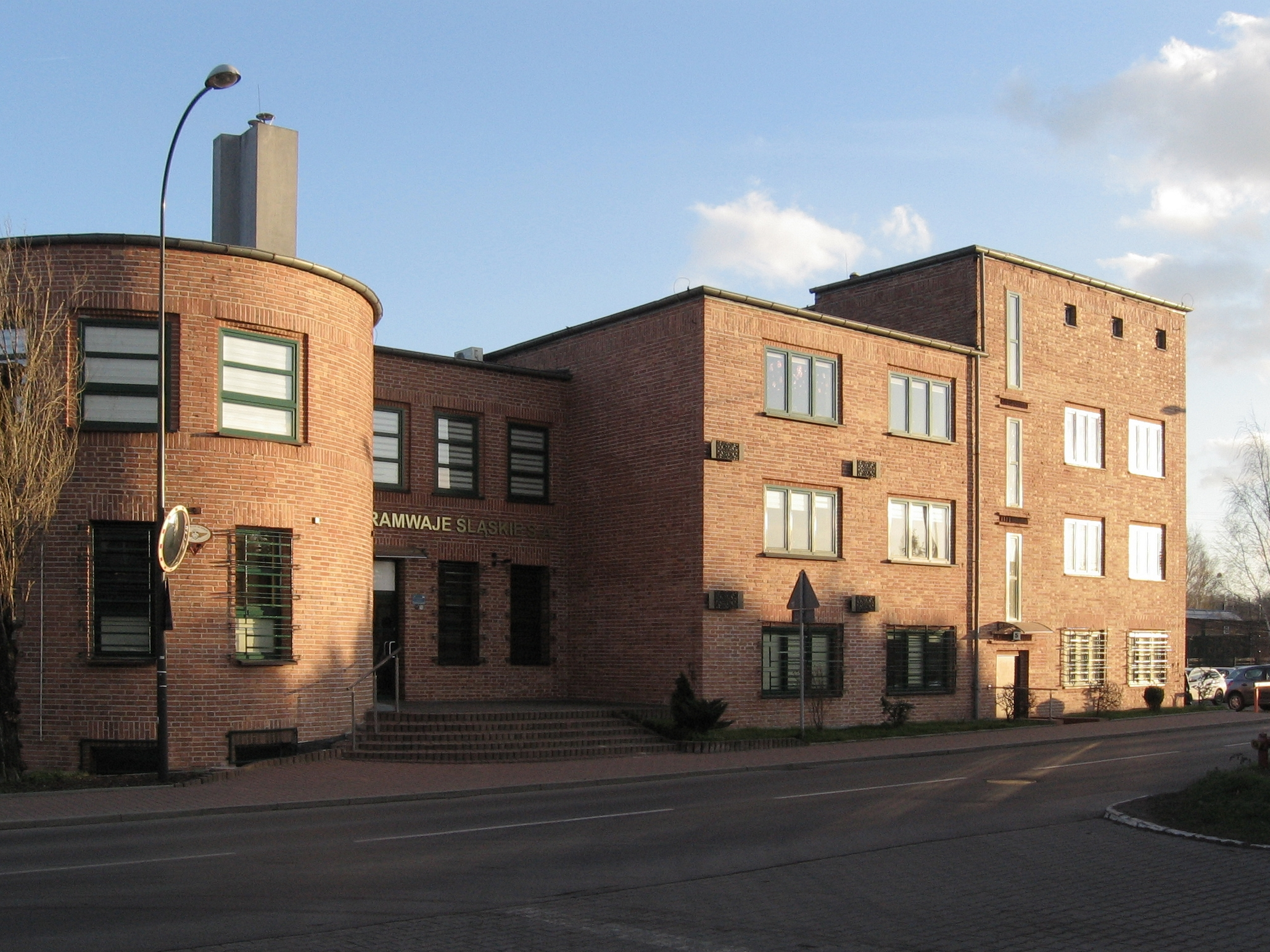
Siedziba Tramwajów Śląskich, zajezdnia (2017)
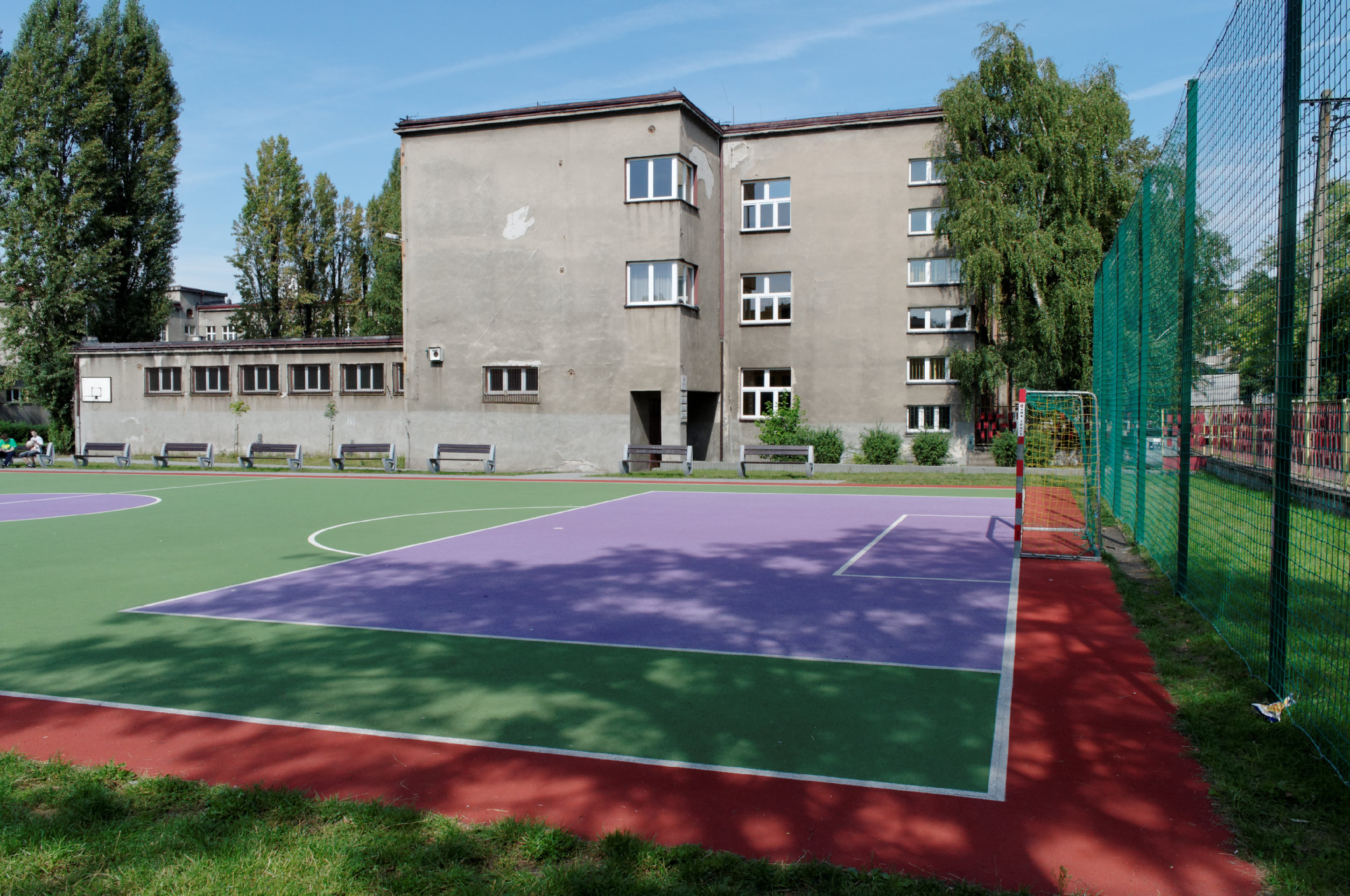
III LO (2011)
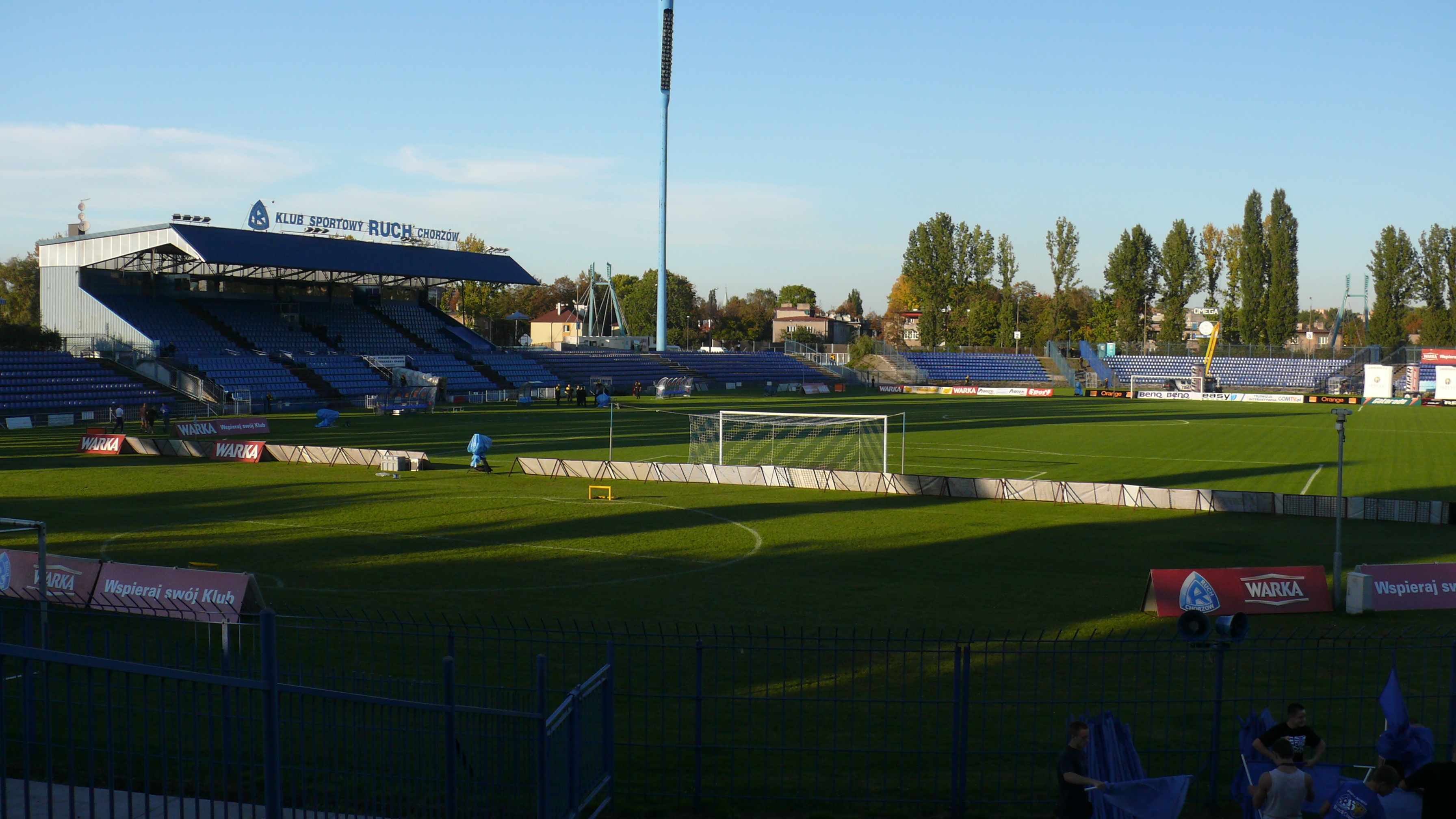
Stadion Ruchu Chorzów (2007)
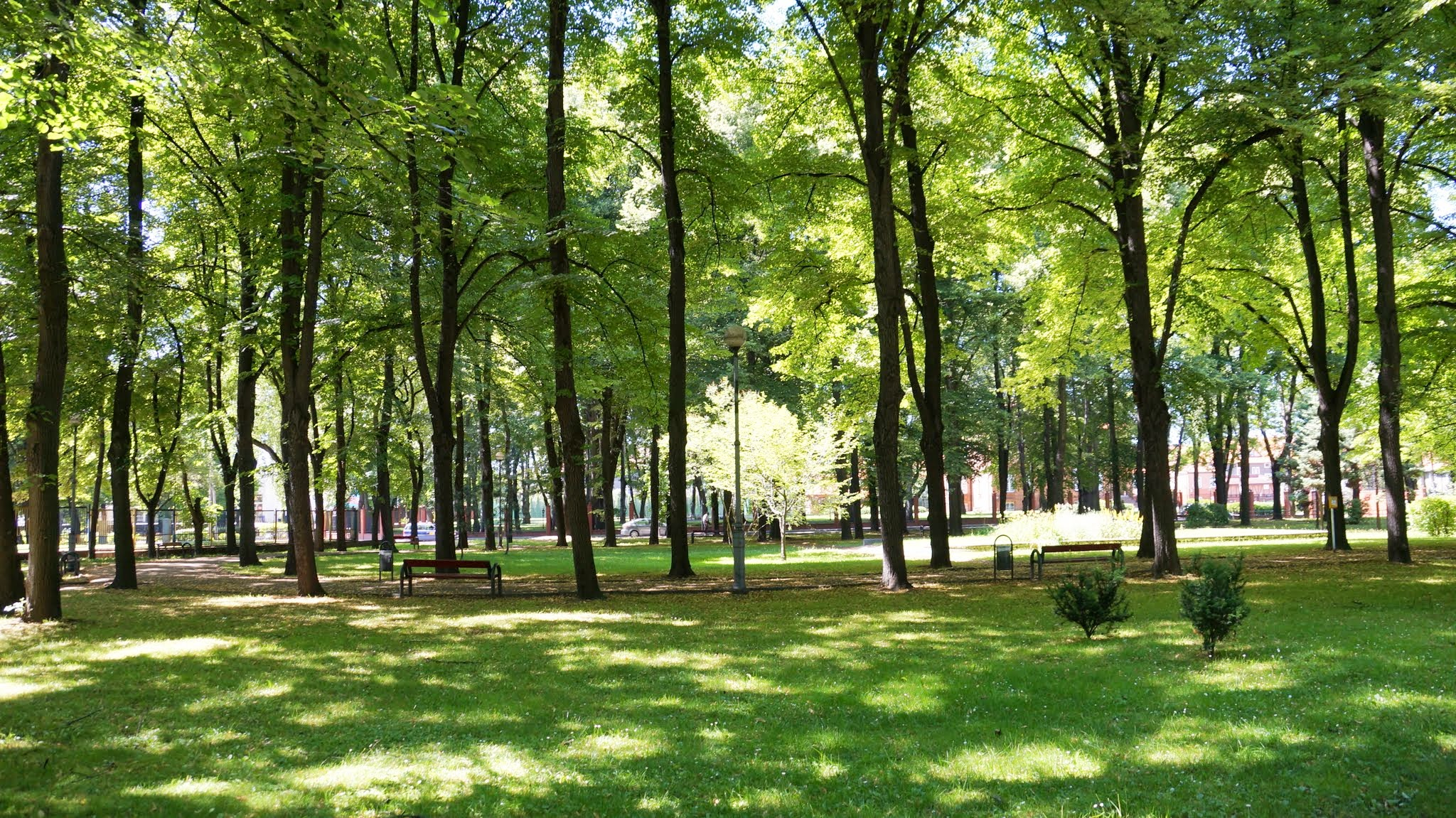
Park